# Драгица Палаверса Мијач
Драгица Палаверса Мијач (рођена 1953. у Станишићу, преминула 31. јула 2014. у Сплиту) била је југословенска рукометашица и најбоља рукометашица Сплита.
Рукометом се почела бавити у свом родном Станишићу 1966. године. Играла је за РК Наду из Сплита који је променио име у (РК Далманада, па у ОРК Далма Сплит). Најбољи је стрелац Наде свих времена са 2037 погодака.
У току каријере је играла за рукометну репрезентацију Југославије у којој је наступала 145 пута и постигла 650 голова.
Са репрезентацијом Југославије је четири пута наступала на Светском првенству у рукомету за жене. Први пут 1971. на првенству у Холандији када осваја сребрну медаљу, затим 1973. у СФРЈ када осваја злато, потом 1975. у СССР-у када Југославија заузима пето место и 1978. у Чехословачкој када Југославија поново заузима пето место.
Са репрезентацијом Југославије учествовала је на VIII Медитеранским играма 1979. године када је освојена златна медаља.
У клупској каријери је највећи успех постигла освојивши Куп победника купова са ОРК Далма 1984. године.
После престанка играња више година је радила као тренер у Далми. Највећи успех је постигла у сезони 2003−2004 када је са Далмом освојила друго место у Хрватском првенству.

## Награде
- Награда града Сплита — 1977. године
- Републичка награда физичке културе — 1989. године
- Више пута проглашена за најбољу рукометашицу Југославије
- Вишеструки најбољи стелац првенства Југославије